# Našinski-Dialekt
Der Našinski-Dialekt (dt. Unsere Sprache) ist eine Variante des südslawischen Torlakisch. Er wird von den Bosniaken im Kosovo und Goranen im Kosovo, in Albanien und in Mazedonien gesprochen.

## Grammatik
Die Grammatik ähnelt dem Serbischen, dem Mazedonischen und dem Bulgarischen. Die Buchstaben š, đ, č, ć, ž sind ebenfalls im Dialekt vorhanden. Es gibt im gesprochenen Dialekt noch einige Sonderlaute.
Wie das Serbische zählt der Našinski-Dialekt zu den flektierenden Sprachen, d. h. dass sowohl Nomina, daneben auch Pronomina, Adjektive, sowie auch Verben gebeugt werden. Er besitzt wie das Serbische keine Artikel. Die Nominalflexion ist komplex wie die des Serbischen und viel reicher als die des Bulgarischen, das einen Gutteil davon verloren hat. Die Verbalflexion und Zeitformen sind wie im Serbischen komplex.
Der Dialekt unterscheidet wie das Serbische Fälle (Kasus), die sich nach Genus (Geschlecht des Wortes, also maskulin, feminin oder neutrum) und Numerus (Zahl des Wortes, also Singular, Paukal und Plural) richten. Die Fälle sind Nominativ, Genitiv, Dativ, Akkusativ, Vokativ, Lokativ und Instrumentalis.